# Ilhas Malusi

Mapa de localização

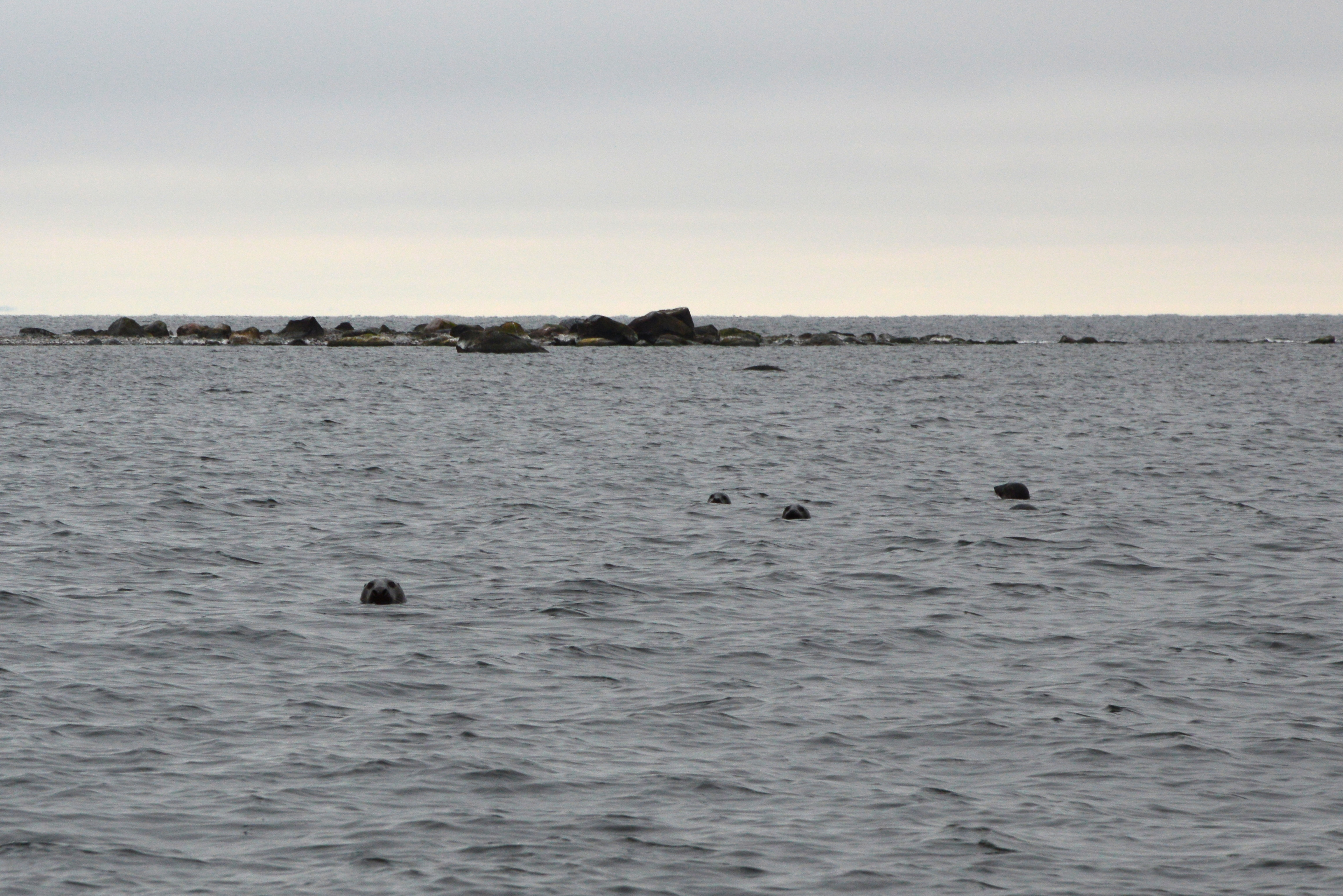
As ilhas Malusi são um dos principais habitats das focas cinzentas no Golfo da Finlândia

As ilhas Malusi (em estoniano:  Malusi saared) é um arquipélago no Golfo da Finlândia, administrativamente pertencente à Estónia. O arquipélago é constituído por três ilhas: Põhja-Malusi, Vahekari e Ilha Lõuna-Malusi.

## Natureza
As ilhas são um dos principais habitats das focas cinzentas da Estónia no Golfo da Finlândia. Muitas delas são encontradas nas ilhas Malusi, pois são áreas protegidas de reprodução de focas.
Algumas espécies, como morangos silvestres e a Myrtillocactus geometrizans desapareceram.